# Chorizagrotis auxiliaris
Chorizagrotis auxiliaris là một loài bướm đêm trong họ Noctuidae.